# Marching Song of the First Arkansas
«Marching Song of the First Arkansas Colored Regiment» (en español, «Canción de marcha del Primer Regimiento de Color de Arkansas») es una de las pocas canciones de la época de la guerra de Secesión inspiradas en la estructura lírica de «The Battle Hymn of the Republic» y la melodía de «John Brown's Body» que todavía se interpreta y graba en la actualidad. La «Marching Song» ha sido descrita como «una poderosa declaración temprana del orgullo negro, la militancia y el deseo de plena igualdad, revelando las aspiraciones de los soldados negros para la Reconstrucción, así como anticipando el espíritu del movimiento por los derechos civiles de la década de 1960». La letra de la canción se atribuye al oficial blanco del regimiento, el capitán Lindley Miller. Una canción casi idéntica, «The Valiant Soldiers», se atribuye a Sojourner Truth en las ediciones posteriores a la Guerra de Secesión de su Narrative. Estudios recientes apoyan a Miller como el autor original, o al menos como el compilador de la canción.

## Historia

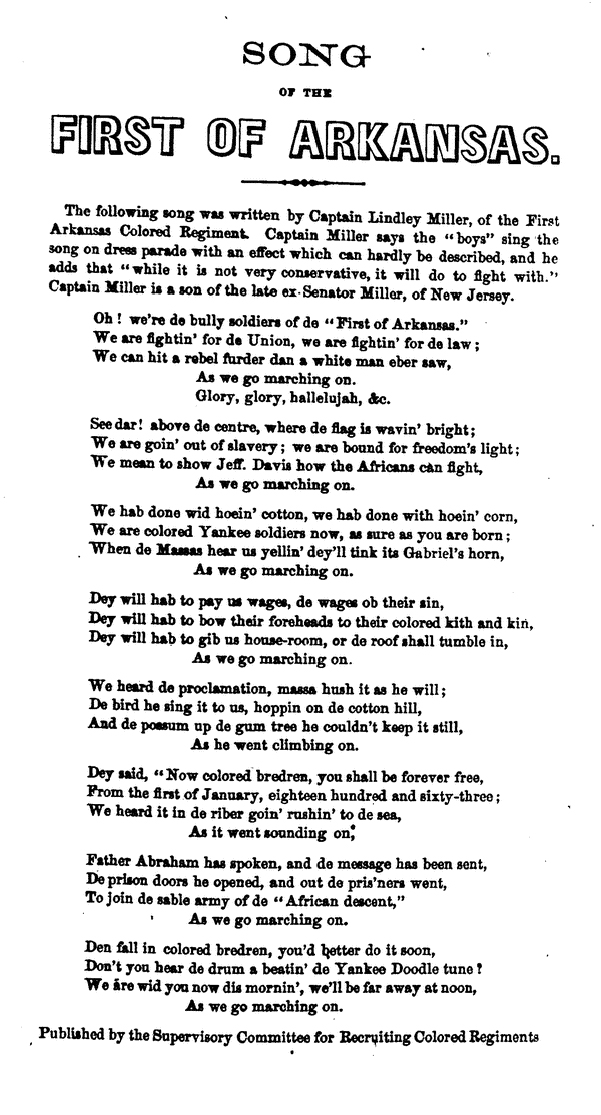
Canción del Primero de Arkansas, 1864.

Aunque el Congreso había aprobado la Ley de Confiscación y la Ley de Milicia en julio de 1862, permitiendo a los esclavos liberados servir en el Ejército de la Unión, el presidente Abraham Lincoln inicialmente se mostró reacio a alistar a los afroamericanos como soldados. Lincoln anunció en septiembre de 1862 que a partir del 1 de enero de 1863 todos los esclavos en territorio confederado serían libres. A partir de 1863, el reclutamiento de soldados afroamericanos se llevó a cabo con la aprobación de Lincoln.
El Primer Regimiento de Infantería Voluntaria de Arkansas (de ascendencia africana) comenzó a reclutar a sus miembros entre antiguos esclavos en Helena, Arkansas,  después de la Proclamación de Emancipación de Lincoln de enero de 1863, y se estableció oficialmente el 1 de mayo. En junio, el regimiento entró en acción en Mound Plantation, Misisipi, y en Goodrich's Landing, Luisiana, donde la unidad permaneció hasta enero de 1864. La unidad luego se trasladó a Haines Bluff, cerca de Vicksburg, Misisipi, hasta mayo de 1864. El Ejército de la Unión estandarizó los diversos nombres de los regimientos de color como «Tropas de Color de los Estados Unidos» (USCT, por sus siglas en inglés), y el Primer Regimiento de Arkansas se convirtió en el 46.º Regimiento de Infantería de Color de los Estados Unidos el 11 de mayo de 1864.
Lindley Miller, autor de la letra de la «Marching Song» era hijo de Jacob W. Miller, quien se desempeñó como senador estadounidense del Partido Whig por Nueva Jersey entre 1841 y 1853. Su madre era Mary Louisa Macculloch, hija del rico ingeniero y empresario de Morristown, Nueva Jersey, George P. Macculloch, quien diseñó y construyó el Canal de Morris .
Miller fue admitido en el colegio de abogados en 1855 y estableció un exitoso bufete de abogados en la ciudad de Nueva York. Ya de joven fue un destacado orador y poeta. Después de la proclamación de guerra del presidente Lincoln en abril de 1861, se alistó como soldado raso en el 7.º Regimiento de la Milicia del Estado de Nueva York, conocido como el «Regimiento de las Medias de Seda» por sus miembros de élite. Se casó con Anne Huntington Tracy de Manhattan en mayo de 1862. En agosto de 1863, Anne Miller murió después de dar a luz, a los 24 años, y su hijo pequeño murió una semana después. Con el corazón roto, Lindley Miller quiso convertirse en oficial de un regimiento de color. Recibió un nombramiento como capitán en el Primer Regimiento de Infantería Voluntaria de Arkansas (Ascendencia Africana) en noviembre de 1863.
El capitán Miller menciona por primera vez la «Marching Song»» en una carta de Vicksburg a su madre en Morristown, fechada el 20 de enero de 1864: «El otro día les escribí una canción con la melodía de "John Brown", que canta todo el regimiento. Le envié una copia a Anthony» (cuñado de Lindley, Anthony Quinton Keasbey, fiscal de los Estados Unidos para Nueva Jersey de 1861 a 1868, casado con la hermana mayor de Lindley, Edwina). Keasbey envió la canción al semanario National Anti-Slavery Standard, donde apareció en la edición del 27 de febrero de 1864. Reconocido por su excelente servicio, Miller fue ascendido a mayor y destinado a un regimiento de Misuri, pero nunca asumió su nuevo nombramiento. Miller, que se encontraba de baja por enfermedad en su domicilio, falleció el 30 de junio de 1864, a los 30 años, a causa de una fiebre que había adquirido durante su servicio en el Primer Regimiento de Arkansas.
La «Canción de marcha del primer regimiento de color de Arkansas» se conoce hoy en día a través de la partitura publicada por el Comité de supervisión para el reclutamiento de regimientos de color en Filadelfia. La «Canción del Primero de Arkansas», escrita en dialecto, fue uno de varios panfletos publicados por el Comité con fines de reclutamiento. El panfleto incluía esta breve introducción: «La siguiente canción fue escrita por el capitán Lindley Miller, del Primer Regimiento de Color de Arkansas. El capitán Miller dice que los chicos la cantan en el desfile con un efecto indescriptible, y añade que "si bien no es muy conservadora, sirve para combatir". El capitán Miller es hijo del difunto exsenador Miller, de Nueva Jersey». La canción también se incluyó en una colección de canciones del Ejército de la Unión publicada en Nueva York en 1864.
Irwin Silber, editor de Sing Out! de 1951 a 1967, presentó la canción a una audiencia de mediados del siglo XX en sus Canciones de la Guerra Civil, publicadas en 1960 en conjunto con la celebración del centenario de la guerra de Secesión de 1961 a 1965. Silber pensó que era probable que la canción representara una colaboración entre Miller y sus tropas. Silber editó la canción al inglés estándar y la tituló «Marching Song» del Primer Regimiento (Negro) de Arkansas».

## Partitura
La «Marching Song»» sigue la melodía de «John Brown's Body» y «The Battle Hymn of the Republic»:

## Letra
| 1. Oh, we're de bully soldiers of de "First of Arkansas," We are fightin' for de Union, we are fightin' for de law, We can hit a Rebel furder dan a white man eber saw, As we go marching on. Chorus: Glory, glory hallelujah. As we go marching on. 2. See dar above the centre, where de flag is wavin' bright, We are goin' out of slavery; we are bound for freedom's light; We mean to show Jeff Davis how the Africans can fight, As we go marching on! (Chorus) 3. We hab done with hoein' cotton, we hab done with hoein' corn, We are colored Yankee soldiers, now, as sure as you are born; When de massas hear us yellin', dey'll tink it's Gabriel's Horn, As we go marching on. (Chorus) 4. Dey will hab to pay us wages, de wages ob their sin, Dey will hab to bow their foreheads to their colored kith and kin, Dey will hab to gib us house-room, or de roof shall tumble in! As we go marching on. (Chorus) 5. We heard de Proclamation, massa hush it as he will, De bird he sing it to us, hoppin on de cotton hill, And de possum up de gum tree, he couldn't keep it still, As he went climbing on. (Chorus) 6. Dey said, "Now colored bredren, you shall be forever free, From the first of January, Eighteen hundred sixty-three." We heard it in de riber goin' rushin' to the sea, As it went sounding on. (Chorus) 7. Father Abraham has spoken and de message has been sent, De prison doors he opened, and out de pris'ners went, To join de sable army of de "African descent," As we go marching on. (Chorus) 8. Den fall in, colored bredren, you'd better do it soon, Don't you hear the drum a-beating de Yankee Doodle tune? We are wid you now dis morning, we'll be far away at noon, As we go marching on. (Chorus) | 1. Oh, somos los soldados bravucones del «Primero de Arkansas». Luchamos por la Unión, luchamos por la ley, Podemos golpear a un rebelde más fuerte que un hombre blanco, Mientras marchamos. Estribillo: Gloria, gloria, aleluya. Mientras marchamos. 2. Vean allá en el centro, donde la bandera ondea brillante, Salimos de la esclavitud; vamos hacia la luz de la libertad; Queremos mostrar a Jeff Davis cómo pueden luchar los africanos, ¡Mientras marchamos! (Estribillo) 3. Hemos acabado con la azada del algodón, hemos acabado con la azada del maíz, Ahora somos soldados yanquis de color, tan seguro como que naciste; Cuando las masas nos oigan gritar, creerán que es la trompeta de Gabriel, Mientras marchamos. (Estribillo) 4. Tendrán que pagarnos el salario, el salario de su pecado, Tendrán que inclinar la frente ante sus parientes de color, ¡Tendrán que darnos alojamiento o se les caerá el techo encima! Mientras marchamos. (Estribillo) 5. Oímos la Proclamación, el amo la acalla como quiere, El pájaro nos la cantó, saltando en la colina de algodón, Y la zarigüeya en el árbol de caucho, no podía quedarse quieta, Mientras trepaba. (Estribillo) 6. Dey dijo: «Ahora, hijos de color, seréis libres para siempre, desde el primero de enero de mil ochocientos sesenta y tres». Lo escuchamos en la ribera yendo hacia el mar, Mientras sonaba. (Estribillo) 7. Padre Abraham ha hablado y el mensaje ha sido enviado, Las puertas de la prisión se abrieron, y los prisioneros salieron, Para unirse al ejército de «descendientes de africanos». Mientras marchamos. (Estribillo) 8. Den la bienvenida, niños de color, será mejor que lo hagan pronto, ¿No oís el tambor tocando la melodía de Yankee Doodle? Estamos con ustedes ahora esta mañana, vamos a estar muy lejos al mediodía, Mientras marchamos. (Estribillo) |

## Interpretación
Los soldados afroamericanos, con ánimo exuberante, alardean en las tres primeras estrofas de que demostrarán a los rebeldes que son unos luchadores formidables. Luchan por la ley, que ofrece igualdad de trato, así como por la Unión. Como soldados, dice la tercera estrofa, se lanzan a una nueva vida, dejando atrás el «azada del algodón» y el «azada del maíz».
El desafío más contundente a las costumbres del Sur de Antebellum se presenta en la cuarta estrofa, donde los soldados negros exigen igualdad social, y algo más: «Tendrán que inclinar la frente ante sus parientes de color». Los sureños blancos tendrán que reconocer su parentesco real entre los antiguos esclavos. Tienen una gran deuda: «Tendrán que pagarnos el salario, el salario de su pecado» (como señala Romanos 6:23, «el salario del pecado es la muerte»). Los soldados afroamericanos exigen reparaciones o amenazan con represalias: «Tendrán que darnos alojamiento o se les caerá el techo encima».
En las estrofas quinta y sexta se habla de la abolición de la esclavitud en la Confederación mediante la Proclamación de la Emancipación. Lincoln es descrito como el «Padre Abraham», un título que asocia al presidente con el patriarca del Antiguo Testamento, enfatizando la sanción religiosa a la abolición de la esclavitud. La canción es un poderoso resumen de las esperanzas y los sueños de los soldados negros. Años más tarde, un veterano de la guerra de Secesión contó a Norman B. Wood que «una vez oyó a un regimiento afroamericano cantarla justo antes de una batalla e hicieron resonar el welkin [cielo], e inspiraron a todos los que la oyeron».

## Grabaciones
Poco después de que apareciera el libro de Silber, se publicaron dos grabaciones basadas en su versión, una de Pete Seeger y Bill MacAdoo en el álbum Songs of the Civil War, lanzado por Folkways Records en 1960. Tennessee Ernie Ford grabó la segunda en el álbum Tennessee Ernie Ford Sings Civil War Songs of the North, lanzado por Capitol Records en 1961. La versión de canción popular de Seeger-MacAdoo incluye tres versos, y la versión de cuarteto góspel de Ford incluye cuatro. Ambas grabaciones se saltaron la controvertida cuarta estrofa. La versión de Seeger y MacAdoo es ahora una grabación de Smithsonian Folkways, y la versión de Ford está disponible como Bear Family Records BCD 16635 AS. Keith y Rusty McNeil también grabaron una versión de tres estrofas de «Marching Song» en su conjunto de tres CD de Civil War Songs. La canción está en su Cancionero de la Guerra Civil autoeditado.  Sparky y Rhonda Rucker incluyeron cuatro versos de «Marching Song» en un popurrí titulado «Glory Hallelujah Suite» en The Blue and the Grey in Black and White, lanzado por Flying Fish Records en 1993. El álbum de bluegrass Songs of the Civil War Era, autoeditado en noviembre de 2005 por ShoreGrass, contiene una grabación del «Himno de batalla de la República» en el que se incluyen la primera y la segunda estrofa de Marching Song.
Sweet Honey in the Rock grabó la canción de Truth en 1993 en su álbum del 20.° aniversario, Still on the Journey. Bernice Johnson Reagon, fundadora de Sweet Honey, rebautizó la canción como «Sojourner's Battle Hymn». Los biógrafos de Truth, Erlene Stetson y Linda David, describen la canción como «emocionante, descaradamente desafiante, irreverente y alegre», y caracterizaron la versión de Sweet Honey como «interpretada de manera conmovedora».  En 2006, el Sojourner Truth Institute y Heritage Battle Creek produjeron un CD titulado Am I Not a Man and a Brother? Songs of Freedom North and South (en español, «¿No soy un hombre y un hermano? Canciones de libertad Norte y Sur»)), con cantantes y músicos locales de Battle Creek, Michigan, que incluía una interpretación de «The Valiant Soldiers» de Carolyn Ballard.
En la ópera Appomattox de Philip Glass, el coro canta una variación de la melodía en el primer acto.

## Versión de Sojourner Truth
La versión de Sojourner Truth de la canción, «The Valiant Soldiers», que aparece en las ediciones de 1878, 1881 y 1884 de su Narrative, es casi idéntica a la edición de Silber de «Marching Song», que contiene las estrofas uno a cinco más la estrofa siete. Solo el primer verso de la primera estrofa es diferente: «Somos los valientes soldados que nos hemos alistado para la guerra». Las estrofas seis y ocho se encuentran únicamente en la «Canción de Marcha».

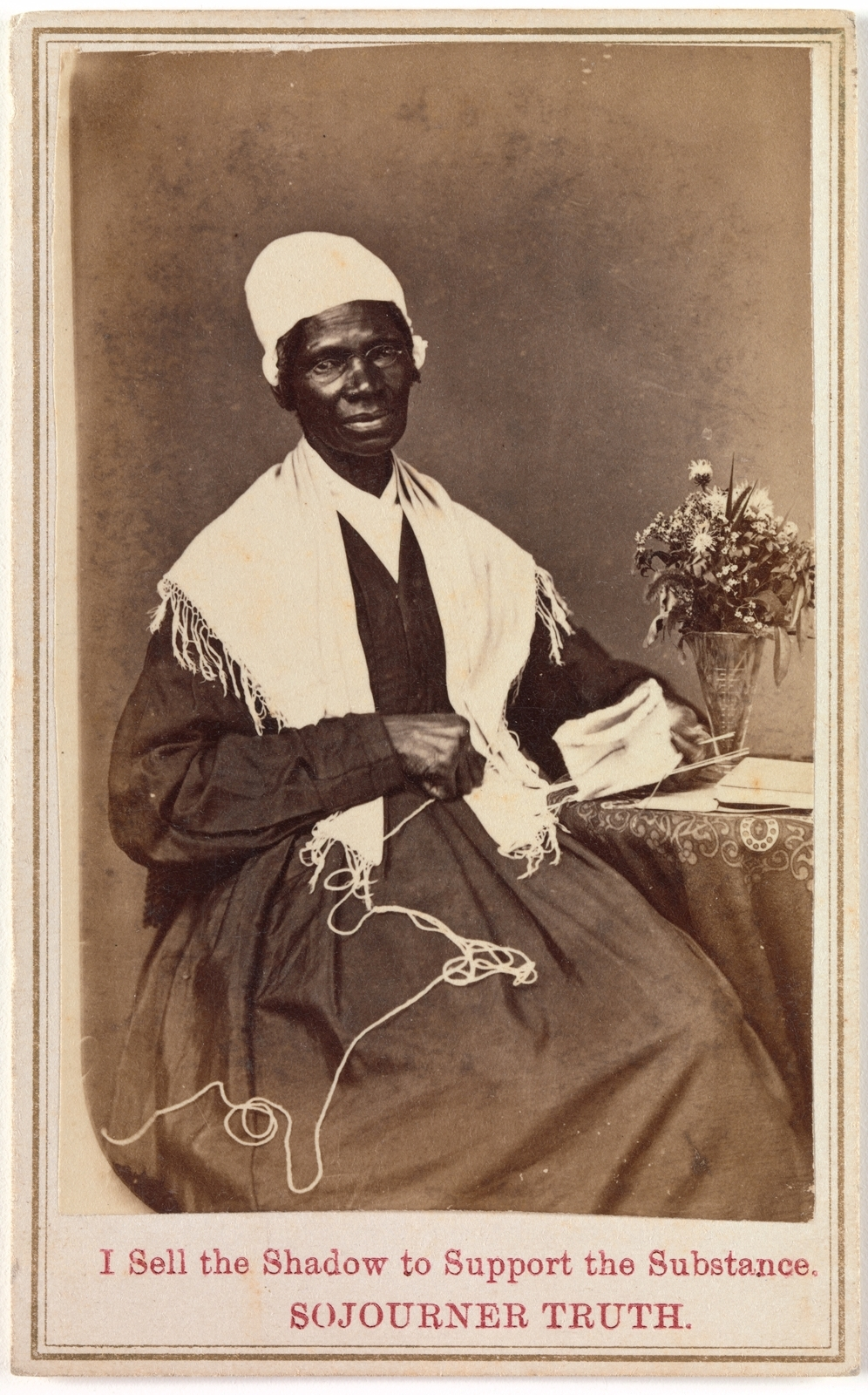
Tarjeta de visita de Truth.

En las ediciones posteriores a la guerra de Secesión de Narrative de Truth, «The Valiant Soldiers» se introduce con esta frase de Francis Titus: «La siguiente canción, escrita para el primer Regimiento de Michigan de soldados de color, fue compuesta por Sojourner Truth durante la guerra, y fue cantada por ella en Detroit y Washington».
Como no sabía leer ni escribir, Truth le dictó su autobiografía original a su amiga Olive Gilbert. Narrative de Sojourner Truth fue publicada en Boston en 1850 a crédito por el impresor de William Lloyd Garrison, y Truth la vendió en sus conferencias públicas. Se había convertido en una oradora influyente y popular sobre temas de reforma como el abolicionismo, el sufragio femenino y la templanza, incluyendo a menudo canciones en sus presentaciones.
En 1860, Truth se mudó de Northampton, Massachusetts, a Battle Creek, Michigan. Truth continuó viajando y dando conferencias durante la Guerra Civil. Su fama como oradora se vio impulsada por el artículo de Harriet Beecher Stowe en el Atlantic Monthly de abril de 1863, que la idealizaba como la «Sibila Libia». Para mantenerse, Truth vendía su tarjeta de visita en las conferencias, además de partituras de sus canciones favoritas y ejemplares de su Narrative .
En algún momento cercano al Día de Acción de Gracias de 1863, Truth recogió alimentos en Battle Creek y los entregó al Primer Regimiento de Infantería de Color de Michigan, que se estaba organizando ese otoño en Camp Ward, Detroit . Los biógrafos de Truth, Carleton Mabee y Nell Irvin Painter, informan que cantó «The Valiant Soldiers» en esta ocasión o durante otra visita a los soldados en febrero de 1864, aunque no han citado ninguna fuente contemporánea que lo verifique. Ni el relato sobre la visita de Truth en el Detroit Advertiser and Tribune del 24 de noviembre de 1863 ni las cartas de Truth de ese período hacen mención alguna de que ella cantara «The Valiant Soldiers».
Truth se relaciona por primera vez con la canción en 1878, catorce años después de que se publicara la versión de Miller en el National Anti-Slavery Standard. La amiga de Truth en Michigan, Frances Titus, editó una edición ampliada de la Narrative de Truth añadiendo una sección de cartas y artículos que Truth había recopilado en los álbumes de recortes que llamaba su «Libro de la vida». La primera edición, publicada en Boston en 1875, no contenía «The Valiant Soldiers». Las ediciones posteriores impresas en Battle Creek en 1878, 1881 y 1884 tienen la canción insertada en una página en blanco entre las secciones originales «Narrative» y «Book fo Life». La nota de Titus de que la canción fue compuesta para el Primer Regimiento de Michigan parece ser otra de las inexactitudes menores que introdujo en sus ediciones de Narrative. No hay duda de que Truth cantó la canción; Painter cita un relato periodístico de Truth cantando una variación de «The Valiant Soldiers» en 1879 a los colonos afroamericanos de Kansas conocidos como Exodusters. Pero no hay evidencia de que Truth compusiera la letra antes de que «Marching Song» de Lindley Miller fuera publicada y ampliamente distribuida.